# ألبولوتي
بلدية البلّوط أو (نقحرة: ألبولوتي) (بالإسبانية: Albolote) هي بلدية تقع في مقاطعة غرناطة التابعة لمنطقة أندلسية جنوب إسبانيا.

## الديموغرافيا
بلغ عدد سكان بلدية البلوط 17.892 نسمة عام 2011 (وفقاً للمعهد الوطني الإسباني للإحصاء).
| 12.455 | 12.916 | 13.725 | 15.563 | 16.450 | 17.089 | 17.892 |

## أعلام
- فرنسيسكو فرنانديز كارفاغال
- إيرنيستو غوميز مونيوث